# Яков
Я́ков, Иа́ков, Яако́в (ивр. יעקב‎ (библейское произношение — /jaʕăˈqoːv/, современное — /jaʔəˈkɔv/)) — от ивр. עקב‎ «пятка», буквально «следует по пятам, за кем-то») — библейское еврейское имя. Иаков, согласно Библии, был близнецом Исава и родился, держась за пятку старшего брата.
Уменьшительно-ласкательный вариант — Я́ша, Я́шка, Я́шечка, Яшу́ня, Я́кушка.
Варианты Джеймс, Джакомо и Хайме образовались от позднелат. Iacomus — диалектного варианта имени Iacobus.

## Иноязычные варианты
- азерб. Yaqub — Ягуб, Якуб
- англ. Jacob, James, Jim — Джейкоб, Джеймс, Джим
- араб. يعقوب‎ — Якуб
- арм. Յակոբ, Հագոբ, Հակոբ, — Акоб / Агоп / Акоп
- баш. Яҡуп
- бел. Якуб, Якаў
- болг. Яков
- венг. Jakab, Jákob
- галис. Xácome, Xacobe, Iago, Xaime, Tiago, Diego — Ша́коме, Шако́бе, Я́го, Ша́йме, Тья́го, Дие́го
- греч. Ιάκωβος, Ιακώβ, Γιάγκος
- груз. იაკობი
- дат. Jakob
- ивр. יַעֲקֹב‎ — Яако́в, в просторечии Яа́ков, уменьшительное ивр. קובי, יקי‎ — Ко́би, Я́ки
- идиш יעקבֿ‎ — Я́нкев, уменьшительное идиш יאַנקל‎ — Янкл.
- ирл. Séamas, Seamus — Шеймус
- исп. Santiago, Yago, Jaime, Diego, Jacobo — Сантьяго, Я́го, Ха́йме, Дие́го, Хакобо (последнее — у евреев или натурализовавшихся неиспанцев)
- итал. Giacobbe, Giacomo, Jacopo — Джа́комо, Я́копо
- каз. Жақып
- кат. Jaume — Жауме, Жаума
- кирг. Жакып
- кор. 야고브
- латыш. Jēkabs
- лит. Jokūbas
- нем. Jakob, Jacob (Якоб)
- нидерл. Jaak, Jakob, Jacob, Jacobus, Sjaak
- перс. Yaghub‎
- пол. Jakub
- порт. Jacó, Jacob, Jaime, Diogo, Iago, Tiago — Жако́, Жакоб, Жа́йме, Дио́гу, Я́гу, Тья́гу
- тат. Якуп
- фр. Jacob, Jacques — Жако́б, Жак
- фин. Jaakob, Jaakoppi, Jaakko
- узб. Yoqub
- укр. Яків
- чамор. Йокки, Йогги
- чеш. Jakub, Kuba
- эст. Jaak, Jaagup, Jakob
- яп. ジェイコブ

## Фамилии, образованные от имени
От имени Яков образована одна из распространённых русских фамилий Яковлев посредством добавления звука -л- к губной -в- вследствие смягчения согласных древнерусского языка. Помимо Яковлева, образованы фамилии Яшин, Яшкин, Якович и другие.